# Dederkały Małe
Dederkały Małe (ukr. Малі Дедеркали) – wieś na Ukrainie w rejonie krzemienieckim należącym do obwodu tarnopolskiego.